# Burg Kutten
Die Burg Kutten ist eine abgegangene Höhenburg „Im Burgstall“ auf 920 m ü. NN, unter den beiden Höfen 350 Meter östlich des Ortsteils Waldegg der Gemeinde Wiggensbach im Landkreis Oberallgäu (Bayern).
Bei der Burg handelte es sich um eine Fliehburg für die umliegenden Bauern. Heute weist noch ein Gedenkstein von 1941 auf die ehemalige Burganlage hin.